# NGC 4633
NGC 4633 (również IC 3688, PGC 42699 lub UGC 7874) – galaktyka spiralna z poprzeczką (SBd), znajdująca się w gwiazdozbiorze Warkocza Bereniki. Odkrył ją Edward D. Swift 27 kwietnia 1887 roku. Należy do Gromady w Pannie.